# Luis Villar Borda
Luis Villar Borda (* 1929 in New York City; † 23. Juli 2008 in Bogotá) war ein kolumbianischer Botschafter.

## Leben
Er wurde zum Doktor der Rechte und der Politikwissenschaft an der Universidad Nacional de Colombia promoviert. Er forschte zum öffentlichen Recht an der Universität Berlin. Nach dem Mord an Jorge Eliécer Gaitán 1948 war er Zeuge des Bogotazo.
Luis Villar Borda wurde ab 1954 unter dem Regime von Gustavo Rojas Pinilla verfolgt und ging ins Exil. Er war Mitglied des Movimiento Revolucionario Liberal (MRL), Freund von Gabriel García Márquez, Camilo Torres und Alfonso López Michelsen.
1968 während der Regierung von Carlos Lleras Restrepo war Villar Sprecher der Verfassungsreformkommission. Er war von 1970 bis 1973 Botschafter in Stockholm, wo er 1972 die kolumbianische Delegation bei der Konferenz über Sicherheit und Zusammenarbeit in Europa leitete. 1974, während der Regierung von Alfonso López Michelsen, war er Vorsitzender des Parlamentes.
Er war Mitglied der kolumbianischen Delegation bei den Generalversammlung der Vereinten Nationen und bei der OIT. Von 1983 bis 18. Juni 1988 war er Botschafter in Peking. Er war von 18. Juni 1988 bis 1990 Botschafter in Berlin.
Luis Villar Borda war Mitglied des Hans Kelsen-Institut.
Er starb 2008 im Alter von 78 Jahren in Bogotá.